# Gabbiella balovalensis
Gabbiella balovalensis es una especie de molusco gasterópodo de la familia Bithyniidae en el orden de los Mesogastropoda.

## Distribución geográfica
Se encuentra en Malaui y Zambia.

## Hábitat
Su hábitat natural son: lagos de agua dulce.